# Giovanni Fabrizio Sanseverino
Giovanni Fabrizio Severino (... – 1582) è stato un vescovo cattolico italiano.

## Biografia
Appartenente alla famiglia Severino, il 13 marzo 1560 fu nominato vescovo di Acerra da papa Pio IV. Nel 1568 fu nominato vescovo di Trivento da papa Pio V. Il suo successore fu Giulio Cesare Mariconda, nominato nel 1582.